# Jakub I (król Szkocji)
Jakub I Stewart (ur. 10 grudnia 1394 w pałacu Dunfermline w hrabstwie Fife, zm. 21 lutego 1437 w Perth) – król Szkocji w latach 1406–1437, z dynastii Stuartów.
Syn króla Szkocji Roberta III i Annabelli Drummond. Jakub był pierwszym w całej serii królów szkockich, którzy dziedziczyli koronę przed osiągnięciem pełnoletniości, wobec czego próby zwiększenia uprawnień królewskich nie powiodły się. Prawdopodobnie był autorem poematu miłosnego The Kingis Quair (Księga królewska), wzorowanego na dziełach Geoffreya Chaucera, jednego z najwcześniejszych dzieł szkockiej literatury.

## Wczesne życie
W 1402 roku jego starszy brat, Dawid, zmarł z głodu w więzieniu w Falkland, w Fife. Przed śmiercią swojego ojca w 1406 roku, Jakub został wysłany dla bezpieczeństwa do Francji, jednak podczas podróży książę został porwany i wzięty w niewolę przez Anglików.
Książę był przetrzymywany w Anglii na dworze króla Henryka IV. Anglicy domagali się okupu za więźnia i wkrótce Robert III zmarł z żalu. Stryj Jakuba, Robert Stewart, pierwszy diuk Albany, który po śmierci brata został regentem, nie zamierzał płacić okupu za uwolnienie księcia. Robert Stewart chciał uwolnić swojego własnego syna, Murdocha, pojmanego w tym samym czasie, ale nie razem z Jakubem.
Przez następne 18 lat Jakub pozostawał więc więźniem Anglii. Henryk IV wychował i wykształcił młodego szkockiego króla na zamku w Windsorze i w swojej wiejskiej posiadłości niedaleko Londynu.

## Uwolnienie
Po śmierci stryja Jakuba w 1420 roku Szkoci w końcu zapłacili okup – 40 tysięcy funtów – i w 1424 Jakub wrócił do Szkocji, gdzie znalazł kraj pogrążony w chaosie. W czasie swojego uwięzienia, 2 lutego 1423, ożenił się z Joanną Beaufort, kuzynką Henryka IV. Mieli razem ośmioro dzieci, w tym późniejszego Jakuba II i Małgorzatę, pierwszą żonę Ludwika XI Walezjusza (króla Francji).
Jakub został formalnie koronowany na króla Szkocji w Scone, w Perthshire, 2 lub 21 maja 1424 roku. Jakub dążył do wzmocnienia władzy królewskiej. Podejmował w tym celu różne kroki, między innymi poszerzał domenę królewską i konfiskował zagrabione królewszczyzny. Na wzór królów Francji starał się podporządkować sobie duchowieństwo. Stracił również kilku niepokornych magnatów.

## Śmierć
Jego polityka sprawiła, że stracił swych dotychczasowych zwolenników i został zamordowany jako pierwszy ze szkockich królów od wczesnego średniowiecza. Ośmiu zamachowców pod dowództwem Waltera, hrabiego Atholl, czyhało w klasztorze, gdzie się zatrzymał. Wpuścili ich do środka bliscy kuzyni Jakuba. Król usłyszał zabójców, podważył pogrzebaczem deski podłogi i usiłował wydostać się z pomieszczenia rurą ściekową. Żona z dwórkami próbowały zabarykadować drzwi, ale zamachowcy poranili kobiety i wpadli do środka. Wiąże się z tym legenda o Kate Douglas, która miała wsunąć w żelazne obejmy własną rękę, by zablokować drzwi, gdyż belkę skradziono. Mordercy musieli ją wyłamać, aby wedrzeć się do środka. Odtąd dzielna kobieta zyskała przydomek „Barlass” (ang. bar, belka; szkockie lass, dziewczę). Jakub I był jednak zbyt gruby i zaklinował się w rurze. Wyciągnięto go stamtąd i zabito mieczami.

## Strofa królewska
Tradycyjnie od tytułu wspomnianego poematu Księga królewska wyprowadzano nazwę strofy królewskiej, czyli zwrotki siedmiowersowej, rymowanej ababbcc.